# Третя битва за Брегу
Третя битва за Брегу - одна із битв під час громадянської війни в Лівії.

## Хронологія
31 березня стало відомо, що війська Каддафі напередодні зайняли Брегу. Однак сили повстанців спробували відбити місто назад. Перша спроба штурму тривала всього 5 хвилин, після чого повстанці під вогнем важкої артилерії змушені були відступити. Пізніше позиції лоялістів у місті піддалися бомбардуванню авіації НАТО. Скориставшись моментом  повстанці зуміли увійти в Брегу (північно-східна частина міста, Район 3), після чого зав'язалися вуличні бої. Але в кінці дня, після важкого бою, війська Каддафі змогли відбити контратаку повстанців і відновили повний контроль над містом.
1-2 квітня бої на східних околицях Бреги тривали. Повідомляється, що авіація НАТО помилково завдала удару по групі повстанців біля Бреги, внаслідок чого 14 осіб загинуло. Повідомляється також про те, що інша група повстанців потрапила в засідку біля університету, де знаходилися значні сили лояльних Каддафі солдат. Після цього повстанці відступили.
3-4 квітня бої йшли в районі університету Бреги, повстанцям вдалося проникнути в район 3 в східній частині міста. Однак і там тривали бої. Почалася евакуація жителів Нової Бреги (район 3).
5 квітня Повідомляється, що лоялісти напередодні вночі влаштували засідку, в яку повстанці потрапили на наступний день. Після цього повстанці були витіснені з міста і відступили на 5 кілометрів.
6 квітня як повідомлялося, повстанці відступили від Бреги і закріпилися в «районі 40» (Ель-Арбін) між Брегою і Адждабією. CNN
7 квітня авіація НАТО помилково знищила кілька трофейних танків повстанців, у результаті чого від 10 до 13 людей загинули і ще 14 до 22 людей було поранено. Ще 5 танків було пошкоджено.
Скориставшись помилкою повстанців, війська Каддафі зробили новий удару по позиціях революціонерів, після чого ті відступили до Адждабії, яка вже була в зоні досяжності артилерії військ Каддафі.

## Значення
Після взяття Бреги лоялісти атакували Адждабію, але на цьому фаза активних бойових дій закінчилась і почалася патова військово-політичеа ситуація, яка продовжувалась до липня.